# 709
| Calendário gregoriano                                                        | 709 DCCIX                       |
| Ab urbe condita                                                              | 1462                            |
| Calendário arménio                                                           | 158 – 159                       |
| Calendário bahá'í                                                            | -1135 – -1134                   |
| Calendário budista                                                           | 1253                            |
| Calendário chinês                                                            | 3405 – 3406                     |
| Calendário copta                                                             | 425 – 426                       |
| Calendário etíope                                                            | 701 – 702                       |
| Calendários hindus - Vikram Samvat - Calendário nacional indiano - Cáli Iuga | 764 – 765 630 – 631 3809 – 3810 |
| Calendário Holoceno                                                          | 10709                           |
| Calendário islâmico                                                          | 90 – 91                         |
| Calendário judaico                                                           | 4469 – 4470                     |
| Calendário persa                                                             | 87 – 88                         |
| Calendário rúnico                                                            | 959                             |
| Calendário solar tailandês                                                   | 1252                            |

709 (DCCIX na numeração romana) foi um ano comum do século VIII, do Calendário Juliano, da Era de Cristo, teve início e fim em uma terça-feira, com a letra dominical F.
| ano completo                       |
| ---------------------------------- |
| Ano comum com início à terça-feira |

## Nascimentos
- Konin, 49º imperador do Japão.